# Morceaux de machines
Morceaux de machines (stylisé morceaux_de_machines) est un groupe canadien de musique bruitiste, originaire de la ville de Québec, au Québec, actif dans les années 2000.
Au cours de son existence, le groupe a présenté des concerts en Australie, en France, en Belgique et un peu partout au Canada. Leur style musical s'apparente à la musique bruitiste numérique, la musique improvisée, la musique concrète et la musique électronique. 

## Histoire
Le duo est formé en 2000, sur les traces du groupe local Napalm Jazz, dans la ville de Québec, au Québec, par les deux musiciens d'electronica Érick d'Orion et A_Dontigny. Dontigny et Dorion commencent à travailler ensemble au milieu des années 1990 comme DJ dans une émission de la station de radio collège CKIA-FM à Québec. L'émission de radio disparaît en 2000 alors que les deux DJ déménagent à Montréal et que Napalm Jazz ralentit considérablement ses activités. C'est à partir de cette pause que Dontigny et Dorion reviennent à la formule du duo et lancent morceaux_de_machines, résolument plus dur et plus extrême. Un premier album virtuel, Cosmothérapie, est mis en ligne en 2001. Au printemps de la même année, le groupe effectue une résidence dans les studios du collectif Avatar (Jocelyn Robert, Pierre-André Arcand, Eltractor), à Québec, où il se perfectionne. En 2002, ils sortent l'album Liberum arbitrium, leur premier album physique, qui est un « assemblage sonore qui ne revendique à peu près pas de statut musical ».
Le duo recrute les artistes Diane Labrosse, Otomo Yoshihide et Martin Tétreault pour enregistrer et publier leur album Estrapade, en 2005. l'album remporte le prix Opus 2004-05 dans la catégorie du « disque de l’année ». Le groupe se met en pause par la suite.
Le groupe se reforme en 2021 pour publier l'album Saison Gonzo.

## Influences
La musique du duo est grandement influencée par le death metal, le rap, le cut-up, le free jazz et les formes de créations musicales extrêmes en général.

## Discographie
- 2001 : Cosmothérapie
- 2002 : Liberum arbitrium
- 2002 : The Freest of radicals
- 2002 : Innere Unruhen
- 2003 : Algoryt(h)mes
- 2003 : My Malady
- 2005 : Estrapade
- 2021 : Saison Gonzo